# Ježki
Ježki (znanstveno ime Hydnum) so rod gliv iz družine ježark ( 	Hydnaceae).

## Seznam ježkov Slovenije[2]
- beli ježek (Hydnum albidum)
- medenorumeni ježek (Hydnum melitosarx)
- rumeni ježek (Hydnum repandum)
- rdečkasti ježek (Hydnum rufescens)
- slovenski ježek (Hydnum slovenicum)
- lijasti ježek (Hydnum umbilicatum)